# Promajna
Promajna je naselje na Hrvaškem, ki upravno spada pod občino Baška Voda; le-ta pa spada pod Splitsko-dalmatinsko županijo.
Naselje in istoimenski zalivček ležita pod cesto D8 (E65) Split - Dubrovnik v vznožju Biokova med Baško Vodo in Makarsko od katere je oddaljeno okoli 6 km. Do Promajne se pri zaselku Knježina odcepi 1 km dolga priključna cesta do starejšega dela naselja.  Z razvojem turizma pa se je naselje začelo širiti proti obali z dolgo peščeno plažo.

## Demografija
| Pregled števila prebivalcev po letih | Pregled števila prebivalcev po letih | Pregled števila prebivalcev po letih | Pregled števila prebivalcev po letih | Pregled števila prebivalcev po letih | Pregled števila prebivalcev po letih | Pregled števila prebivalcev po letih | Pregled števila prebivalcev po letih | Pregled števila prebivalcev po letih | Pregled števila prebivalcev po letih | Pregled števila prebivalcev po letih | Pregled števila prebivalcev po letih | Pregled števila prebivalcev po letih | Pregled števila prebivalcev po letih | Pregled števila prebivalcev po letih |
| ------------------------------------ | ------------------------------------ | ------------------------------------ | ------------------------------------ | ------------------------------------ | ------------------------------------ | ------------------------------------ | ------------------------------------ | ------------------------------------ | ------------------------------------ | ------------------------------------ | ------------------------------------ | ------------------------------------ | ------------------------------------ | ------------------------------------ |
| 1857                                 | 1869                                 | 1880                                 | 1890                                 | 1900                                 | 1910                                 | 1921                                 | 1931                                 | 1948                                 | 1953                                 | 1961                                 | 1971                                 | 1981                                 | 1991                                 | 2001                                 |
| 0                                    | 0                                    | 47                                   | 46                                   | 68                                   | 101                                  | 0                                    | 93                                   | 97                                   | 124                                  | 126                                  | 176                                  | 185                                  | 231                                  | 456                                  |